# Ернст-Бернвард Лозе
Ернст-Бернвард Лозе (нім. Ernst-Bernward Lohse; 6 квітня 1913, Вурцен — 30 березня 1942, Баренцове море) — німецький офіцер-підводник, корветтен-капітан крігсмаріне.

## Біографія
1 квітня 1932 року вступив на флот. З вересня 1930 року — артилерійський технічний офіцер на важкому крейсері «Дойчланд», потім — на важкому крейсері «Лютцов». В липні-листопаді 1940 року пройшов курс підводника. З 21 грудня 1940 по 18 травня 1941 року — командир підводного човна U-21. В травні-червні 1941 року пройшов курс командира човна, в червні-липні — командирську практику на U-96. З 28 серпня 1941 року — командир U-585, на якому здійснив 4 походи (разом 49 днів у морі). 30 березня 1942 року U-585 був потоплений в Баренцовому морі північно-східніше Рибальського півострова (70°00′ пн. ш. 34°00′ сх. д.) дрейфуючою міною німецького мінного поля Bantos-A. Всі 44 члени екіпажу загинули.

## Звання
- Кандидат в офіцери (1 квітня 1932)
- Морський кадет (4 листопада 1942)
- Фенріх-цур-зее (1 січня 1934)
- Оберфенріх-цур-зее (1 вересня 1935)
- Лейтенант-цур-зее (1 січня 1936)
- Оберлейтенант-цур-зее (1 січня 1937)
- Капітан-лейтенант (1 листопада 1939)
- Корветтен-капітан (1 січня 1944, посмертно)

## Нагороди
- Медаль «За вислугу років у Вермахті» 4-го класу (4 роки)